# 帕克 (密蘇里州斯科特縣)
帕克（英語：Parker）是位於美國密蘇里州斯科特縣的非建制地區。

## 歷史
帕克的郵局於1875年設立，其後於1883年停運。

## 地理
帕克所處的海拔為高於海平面99米（即325英呎），而該地所採用的時區為UTC-6，即北美中部時區（CST）。同時該地設有夏令時間，為UTC-6調快一小時，即UTC-5（CDT）。